# 多盈利置業
多盈利置業有限公司（前港交所上市編號：0361.HK）是在1972年由鍾明輝先生創立，主要業務是經營地產及投資業務。
曾在1972年上市，直至到1989年私有化而撤銷上市。

## 相關
- 萬邦投資
- 鍾明輝家族
- 鍾明輝
- 鍾賢書
- 鍾慧書

## 外部連結
- 多盈利置業資料 （页面存档备份，存于）